# Лобанов-Ростовский, Иван Иванович (1731)
Князь Иван Иванович Лобанов-Ростовский  (4 апреля 1731 — 26 марта 1791) — поручик, от которого происходят по мужской линии все князья Лобановы-Ростовские XIX—XXI вв.

## Биография
Принадлежал к той старшей линии рода Лобановых-Ростовских, ведущего своё начало от Владимира Мономаха, которая не блистала талантами, но известна была своим необыкновенным чадородием.
Его отец, князь Иван Яковлевич Лобанов-Ростовский (1687—1740), был одним из 28 детей стольника князя Якова Ивановича от двух его жен, известного как тем, что он был бит кнутом и лишен части вотчин за разграбление на Троицкой дороге царской казны, так и тем, что был очень недалекий человек.
Его мать, княгиня Мария Михайловна Лобанова-Ростовская, урожденная княжна Черкасская, была дочерью боярина князя Михаила Яковлевича Черкасского (ум. 1712) от брака с княжной Марфой Яковлевной Одоевской (ум. 1699).
В детстве Иван Иванович Лобанов-Ростовский был записан в Конную гвардию, в 1752 году был произведен в корнеты. В 1761 году по болезни был уволен из поручиков Конной гвардии в отставку с чином лейб-гвардии ротмистра. Служба в дорогом полку и крайняя непрактичность в делах очень расстроили его состояние.
После отставки постоянно проживал в Москве, где и умер 26 марта 1791 года. Был похоронен в Знаменской церкви Новоспасского монастыря.

## Семья
Из 9 внуков Якова Лобанова женился только один: князь Иван Иванович. Он женился в 1752 году на одной из самых красивых женщин своего времени − княжне Екатерине Александровне Куракиной, дочери обер-шталмейстера А. Б. Куракина. Супруги имели пять сыновей и двух дочерей:
- Мария Ивановна (1753—1814), умерла незамужней, возобновила в Подмосковье усадьбу Огниково-Покровское
- Александр Иванович (1754—1830) — генерал-майор.
- Иван Иванович (1755—1756)
- Никита Иванович (1757—1758)
- Дмитрий Иванович (1758—1838) — генерал от инфантерии, министр юстиции.
- Яков Иванович (1760—1831) — малороссийский генерал-губернатор.
- Прасковья Ивановна (1761—1782) была замужем за Лукьяном Ивановичем Талызиным (1745—после 1793), действительным статским советником.

Через тётку Иван Иванович состоял в родстве с богатейшими в России землевладельцами, графами Шереметевыми.

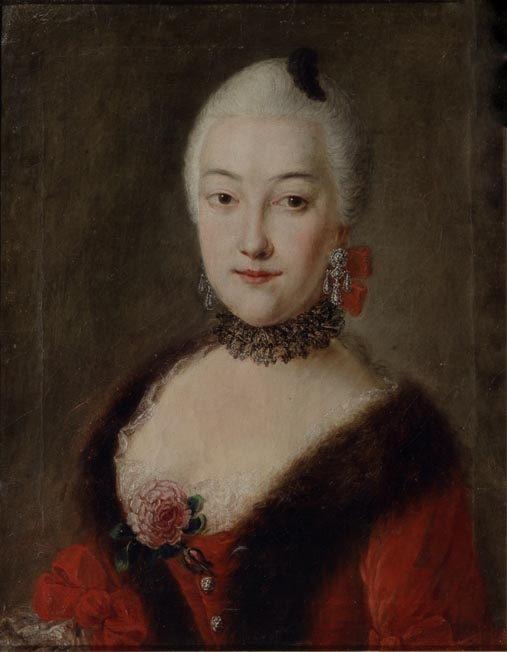
жена Екатерина Александровна
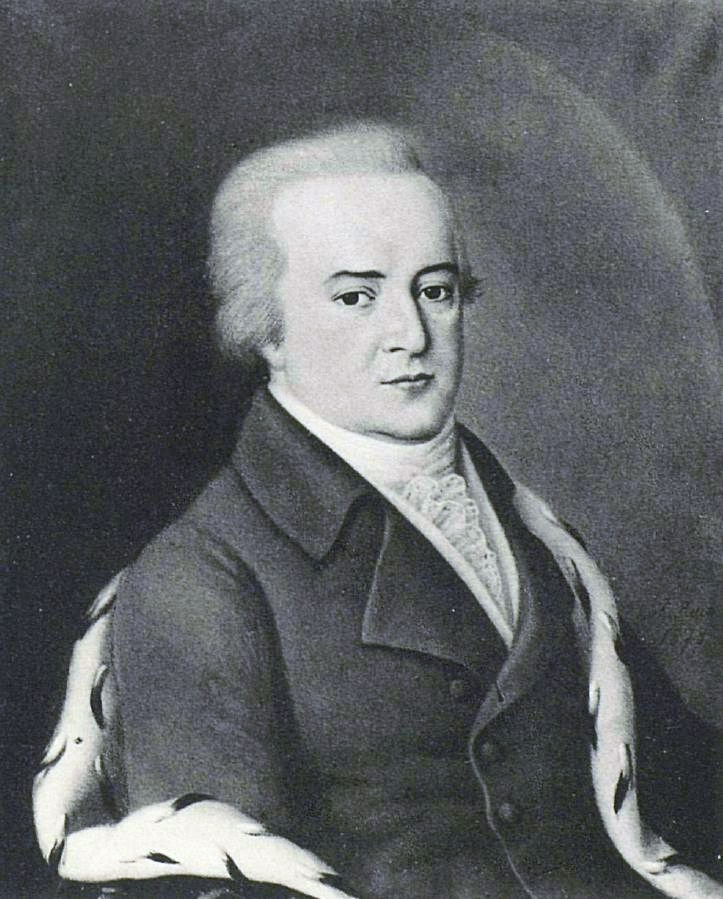
Александр Иванович
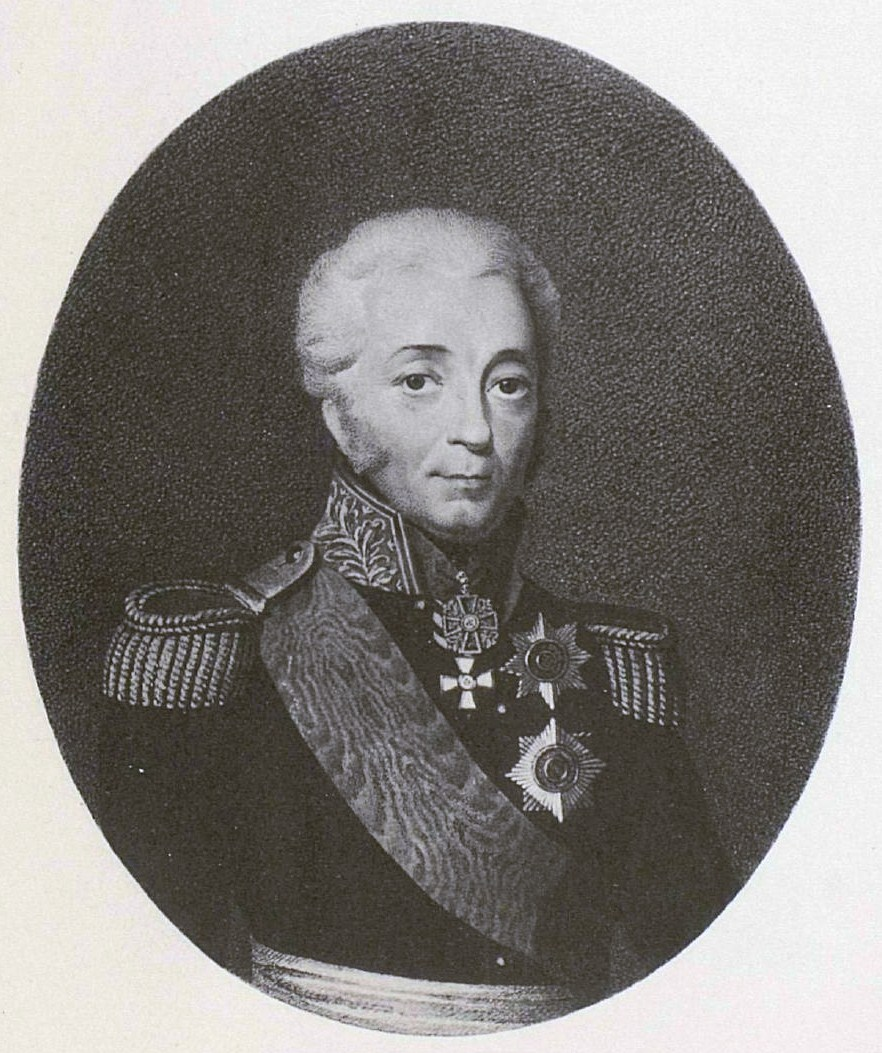
Дмитрий Иванович
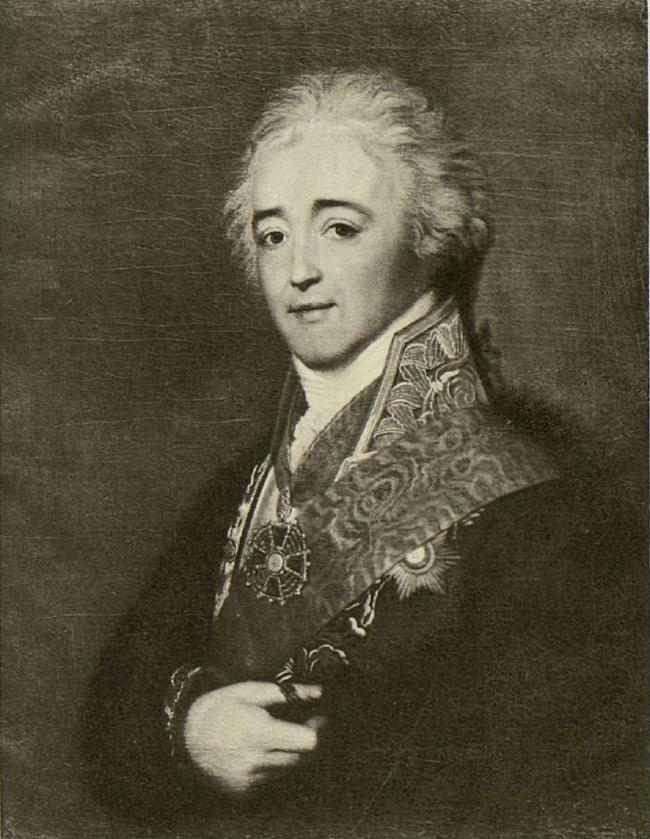
Яков Иванович